# The Chorus Lady
The Chorus Lady er en amerikansk stumfilm fra 1915 af Frank Reicher.

## Medvirkende
- Cleo Ridgely som Patricia O'Brian
- Marjorie Daw som Nora O'Brian
- Wallace Reid som Danny Mallory
- Richard Grey som Dicky Crawford
- Mrs. Lewis McCord